# Корнилова, Нина Андреевна
Нина Андреевна Корнилова (урождённая — Супрун; 25 декабря 1926 — 7 июля 2025, Москва) — советская и российская дрессировщица, заслуженная артистка России (2000).

## Биография
Нина Корнилова родилась 25 декабря 1926 года в семье драматических актёров. С раннего возраста была связана со сценой, сначала как балерина в Ростовском театре оперетты.
В 1943 году, в возрасте 16 лет, начала карьеру в цирке, будучи зачисленной в систему Главного управления цирками. В 1944 году стала танцовщицей-акробаткой в аттракционе «Слоны и танцовщицы» под руководством Александра Николаевича Корнилова, с которым позже вступила в брак.
С 1970 года официально стала артисткой-дрессировщицей, специализируясь на работе со слонами. Особую известность ей принесли номера со слонятами Гердой и Претти. За шоу «Весёлые слонята» была удостоена звания заслуженной артистки России.
В 2000-х годах активно выступала на манежах в России и за рубежом. До последних дней жизни оставалась активной в цирковом искусстве, передавая опыт молодым артистам.
Скончалась 7 июля 2025 года в возрасте 98 лет. Прощание состоялось 10 июля в Большом Московском цирке. Похоронена в Москве на Троекуровском кладбище (участок 35).

## Семья
Была замужем за дрессировщиком Анатолием Александровичем Корниловым. Их дочь, Таисия Анатольевна Корнилова, и внуки, Андрей и Анастасия, продолжили цирковую династию, став известными дрессировщиками.

## Награды и звания
- Орден Почёта (11 июля 2021 года) — за большой вклад в развитие отечественной культуры и искусства, многолетнюю плодотворную деятельность[7]
- Заслуженная артистка России (5 августа 2000 года) — за заслуги в развитии циркового искусства[8]